# Musicorama
Musicorama – najbardziej znana cykliczna impreza koncertowa w latach 60. XX w. w Polsce.
Powstała z inicjatywy Franciszka Walickiego, który był jednocześnie jej kierownikiem artystycznym. Koncerty odbywały się w Sali Kongresowej Pałacu Kultury i Nauki w Warszawie.
Od lutego 1968 do marca 1969 odbyło się 7 imprez na których wystąpili:
1. luty 1968: Czesław Niemen z Akwarelami, Breakout, Skaldowie i No To Co
2. kwiecień 1968: Czerwone Gitary, Czesław Niemen, Tadeusz Woźniak, Drumlersi
3. maj 1968: Bizony, Śliwki, Niebiesko-Czarni, No To Co
4. grudzień 1968: Niebiesko-Czarni, Breakout, Skaldowie, Polanie, Marek Grechuta - tę edycję uznano za najbardziej udaną[1].
5. styczeń 1969: Breakout, Paradox, Bez Atu, Filipinki
6. luty 1969: Heliosi, Grupa O!, Amazonki
7. marzec 1969: Romuald & Roman, Bizony

Koncerty Musicoramy zostały zastąpione przez Muzykalia. W maju 1971 koncert o tej nazwie odbył się w Teatrze Rozrywki w Warszawie (Breakout, Niebiesko-Czarni, Bemibek). W połowie lat 70. nazwa Musicorama powróciła jako cykl objazdowych koncertów po Polsce (gdzie występowali m.in. Niebiesko-Czarni, Breakout, Budka Suflera i Maryla Rodowicz. W 1977 firmowano tą nazwą święto Trybuny Ludu w Warszawie, na którym wystąpili m.in. Skaldowie.